# 无依之地
是一部2020年美国獨立劇情片，由趙婷编剧和执导。法蘭絲·麥杜雯、大衛·史崔森、琳达·梅、夏琳·斯旺基和鲍勃·威尔斯主演。该片根据2017年杰西卡·布劳德的報導文學《游牧人生》改编，讲述了一个女人离开自己的小镇在美國中西部地区游历的故事。
该片于2020年9月11日在威尼斯电影节全球首映，获得广泛赞誉并赢得金狮奖。电影于2020年12月4日发布了为期一周的流媒体有限上映，并且在2021年1月19日率先在美国IMAX电影院上映，之后在2021年2月19日在其余院线上映并同时上线流媒体Hulu。
该片获得盛赞，在Metacritic上成为2020年第四高评分的电影，Metacritic认为该片是被影评人和出版物评为2020年最佳影片之一频率最高的影片。该片被美国国家评论协会和美国电影协会评为2020年十佳影片之一。该片获得了第93届奥斯卡金像奖的6项提名，奪得其中的最佳影片、最佳导演和最佳女主角。趙婷成為首位獲得奥斯卡最佳导演的華裔女性，同時也是史上第二位奪得該獎項的女性導演。赢得第78届金球奖最佳戲劇類影片、最佳導演，第74届英国电影学院奖最佳影片、最佳导演、最佳女主角和最佳摄影奖。在获得后一个奖项金球獎最佳導演时，趙婷成为了获得此殊荣的第二位女性和第一位亚洲女性。

## 剧情
2011年1月31日美国石膏公司關閉了位在内华达州帝国镇的工厂，因石膏工廠而建立的帝國鎮因此經濟蕭條，最後成為一座鬼鎮。多年来一直随丈夫波在帝國鎮石膏工廠工作的芬恩亦因此失業，而此時波亦因病去世，芬恩陷入悲痛中。于是，她决定变卖部分家当，买一辆廂型車，展開四海為家的游牧生活，一边寻找打工，一邊享受旅行。不久后，她在亚马逊公司分拣中心找到一份臨时工。
同事琳达也是一位游牧人士，邀请芬恩参观亚利桑那州的一处沙漠营地，该营地由鲍勃·威尔斯建立，为遊牧族提供交流互助的環境。芬恩初時不愿意加入，等到天氣逐渐变坏才回心转意。芬恩在营地遇到同是游牧社群的人们，学会了路途上必须的生存及自给自足技能。同時也遇到好心腸的大衛，他對芬恩有著好感。
隨著游牧集結大會結束，營友們紛紛離開，此時芬恩的房车爆了胎。她找到仍在附近逗留的营友史旺奇，希望她能带自己去镇子上买备胎。史旺奇责备芬恩没有為當上遊牧族而做足准备，是十分危險的，於是教她一些遊牧族的生存技能，史旺奇要求芬恩幫助她重漆廂型車作為報答，两人逐渐成了好朋友。在交流中，史旺奇透露自己罹患癌症，並擴散到大腦，时日无多，因此才展開游牧生活，在剩下的日子裡，宁可前往阿拉斯加親眼目睹當地的自然奇觀，為自己留下一些美好回忆，也不愿躺在医院等死。隨著史旺奇朝目標啟程，两人互相道別。
芬恩后来在恶地国家公园的雪松隘道营地（Cedar Pass Campground）当营地主理人。她於此處再次邂逅在恶地国家公园当临时工的大卫，大衛積極追求芬恩，讓芬恩有些糾結。後來大卫生病，需要紧急接受手术，芬恩去医院看望他，大衛答應會為芬恩找份新工作，之後两人在南达科他州的沃尔药餐厅打工。一天晚上，大卫的大儿子来餐厅找他，说他的儿媳妇怀孕，希望他能见见孙子。大卫多年來逃避作為父親的責任，有些犹豫，但芬恩鼓励他面對家庭。大卫要求芬恩和自己一起回去，芬恩婉拒。
之后芬恩到糖用甜菜处理厂打工。她的廂型車突然故障，維修後卻缺錢付修理費用，她嘗試打電話說服住在加州的妹妹桃莉，之後前去她家借钱。桃莉问她为什么丈夫去世後还要一个人住在帝国镇，想挽留芬恩跟她住在一起，但被芬恩拒絕。即使無法理解芬恩，但桃莉尊重芬恩的選擇。在回營地的路上，芬恩遇見了之前參與游牧大會的青年德瑞克，了解到德瑞克丟下女友在外飄泊，不過仍持續寫信給女友，芬恩將自己結婚時背誦的莎士比亞十四行詩贈予德瑞克，讓他能與女友聊表心意。接著芬恩去大衛兒子家處探望大卫，受到大衛家人的熱烈歡迎，大卫已經習慣了家庭的溫馨，说他想和儿子多待一段时间。大卫向芬恩表白，请她永久寄居在自己家。當晚芬恩躺在陌生的床上反而不能入睡，需要回到自己的廂型車上睡覺，在眾人還未起床前，她環顧這個家庭的佈置，最後不辭而別地駛往大海的方向离开。
芬恩最终回到亚马逊做散工，住在原先的营地。她收到史旺奇的死讯后和其他营友一起悼念。芬恩向鲍勃分享自己和亡夫的恋爱故事，鲍勃则分享他儿子自杀的故事。鲍勃坚信，营友们的道别从来都不是永别，因为他们总会在路上再见到彼此。
不久芬恩回到帝国镇故地重遊，先將所有留在帝國鎮的家當變賣，然後走訪已經廢置的工廠及故居，回味曾和丈夫共同工作过和一起生活过的地方，最後她便重新上路。

## 演员
- 法蘭絲·麥杜雯 饰 芬恩（Fern）
- 大衛·史崔森 饰 大卫
- 琳达·梅（Linda May）饰 琳达
- 史旺奇（Swankie）饰 史旺奇
- 鲍勃·威尔斯 饰 鲍勃
- 德瑞克·恩德雷斯（Derek Endres） 饰 德瑞克
- 彼得·斯皮尔斯（英语：Peter Spears） 饰 彼得

## 制作
2017年，法蘭絲·麥杜雯在阅读《游牧人生》一书后深受喜欢，后与彼得·斯皮尔斯买下了该书的电影改编权，同年在第42届多倫多國際影展观看赵婷执导的《骑士》一片后即表示要与其合作。2018年3月，两人在第33届独立精神奖颁奖典礼会面，达成了改编《无依之地》的协议。
2019年2月，法蘭絲·麥杜雯，大衛·史崔森，琳达·梅和夏琳·史旺奇宣布加入了该片的演员阵容，趙婷执导并改编杰西卡·布劳德的報導文學《游牧人生》。法蘭絲·麥杜雯，彼得·斯皮尔斯，莫利·阿舍，丹·简维和趙婷担任制片，探照灯影业负责该片北美方面的发行（海外方面由华特迪士尼工作室电影负责发行）。

## 发行
该片于2020年9月11日在威尼斯电影节和多倫多國際電影節举行全球首映。还在多个国际电影节上映，包括：芝加哥、佛兰德斯、倫敦、紐約、聖塞瓦斯蒂安、台北。
由于受2019冠状病毒病疫情影响，迪士尼于2021年1月15日宣布這電影于2021年1月19日首先在IMAX电影院上映，之后在2021年2月19日于其余的戲院和Hulu同時上映。

## 导演争议
影片原计划于2021年4月23日在中国大陆上映。中国媒体原本对该影片的反应多为正面。然而，导演赵婷此前所作的一些公开表态，如「中国是一个充满谎言的国家」等，引起部分民众的反弹和不满。事件发酵后，新浪微博屏蔽有关话题，豆瓣也下架影片页面。公映相关信息相继被撤下后，普遍认为该片事实上已被撤档。
4月25日，第93屆奧斯卡金像獎頒獎典禮當天，《無依之地》及導演趙婷相关資訊在中國大陸被大面積刪除。有网民使用“Normad-land”、“有靠之天”、“無1之地”、“克洛伊·趙”（趙婷外文名Chloé Zhao音譯）等別稱發布信息，規避當局的審查。

## 迴響
《无依之地》獲得媒體和影評家的高度評價，爛番茄根據202條評論，持有97%的新鮮度，平均得分9／10，網站影評家共識寫道：「《无依之地》對於被遺忘和被壓迫者進行了詩意的人物研究，完美地捕捉了大蕭條後留下的不安情緒」，在該網站的2021年度百大電影中獲得最高積分，排行榜首。在Metacritic上，電影獲得了平均96分（满分100分），意味着“盛赞”。
2023年3月，本片在爛蕃茄發表「270部由21世紀女性執導的電影佳作」清單榜上有名。

## 荣誉
《无依之地》在威尼斯电影节上一经首映就获得了金狮奖，还获得了多倫多國際電影節的人民选择奖。在第78届金球奖中获得四项提名，并最终赢得最佳戲劇類影片以及最佳導演。同时，趙婷也成为第二位获得金球獎最佳導演的女性，也是第一位获得该奖项的亚裔女性。在第26届评论家选择电影奖中，该片获得6项提名并赢得其中4项。《无依之地》还被美国国家评论协会和美国电影协会评为2020年十佳影片之一。第74届英国电影学院奖最佳影片、最佳导演、最佳女主角和最佳摄影奖。第93届奥斯卡金像奖最佳影片、最佳导演和最佳女主角。

## 外部連結
- 互联网电影数据库（IMDb）上《无依之地》的资料（英文）
- 爛番茄上《无依之地》的資料（英文）
- 豆瓣电影上《无依之地》的資料 （简体中文）